# Ayomé
Ayomé est une petite ville du Togo.

## Géographie
Ayomé est situé à environ 21 km d' Atakpamédans la préfecture d'Amou, région des plateaux.

## Lieux publics
- Écoles primaires
- Cascade d'Ayomé